# Gunnar Garbo

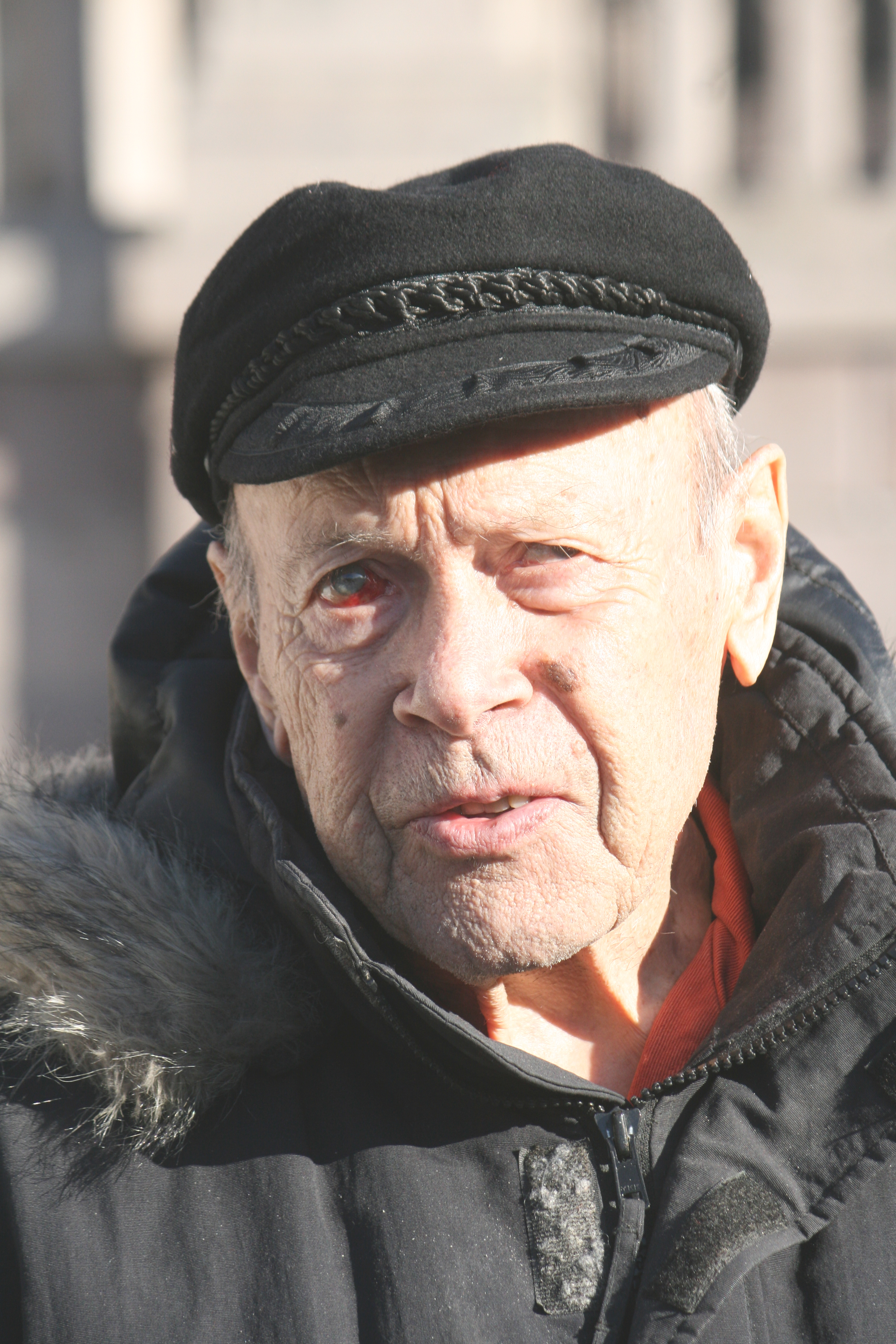
Gunnar Garbo 2011.

Gunnar Garbo, född 19 april 1924 i Bergen, död 29 juni 2016, var en norsk journalist, politiker, ämbetsman och diplomat. Som aktiv politiker representerade han partiet Venstre.
Garbo var journalist i Bergens Tidende från 1945 till 1954. Därefter var han redaktör för den liberala Trondheims-tidningen Nidaros, som upphörde som dagstidning 1957. Garbo arbetade sedan åter i Bergens Tidende men slutade året efter, då han blev invald på Stortinget.
Garbo var stortingsledamot för Bergen från 1958 till 1973. Han var Venstres partiledare 1964–1970 och ledde partiets stortingsgrupp 1972–1973. Garbo var med på partiets framgångar på 1960-talet men också på de svåra inre motsättningarna kring frågan om Norges medlemskap i EEC, som förde till partiets splittring 1972. Garbo var en av partiets främsta EEC-motståndare men lämnade partipolitiken efter valförlusten 1973. Från 1974 var han underdirektör i utrikesdepartementet med ansvar för Unesco-ärenden. Han arbetade även med nedrustnings- och kvinnofrågor. Från 1987 till 1992 var han Norges ambassadör i Tanzania.
Efter sin pensionering var Garbo verksam som politisk skribent och gav ut flera böcker. Han markerade sig då starkt till försvar av FN. Han var kritisk till NATOs insatser utanför det egna närområdet och till sitt gamla parti, som han menade hade gått för långt till höger i ekonomiska frågor. Inför stortingsvalet 2009 uttalade Garbo att han inte ville rösta på Venstre utan "rödgrönt".
-